# Oxytate hoshizuna
Oxytate hoshizuna är en spindelart som beskrevs av Ono 1978. Oxytate hoshizuna ingår i släktet Oxytate och familjen krabbspindlar. Inga underarter finns listade i Catalogue of Life.